# 각반

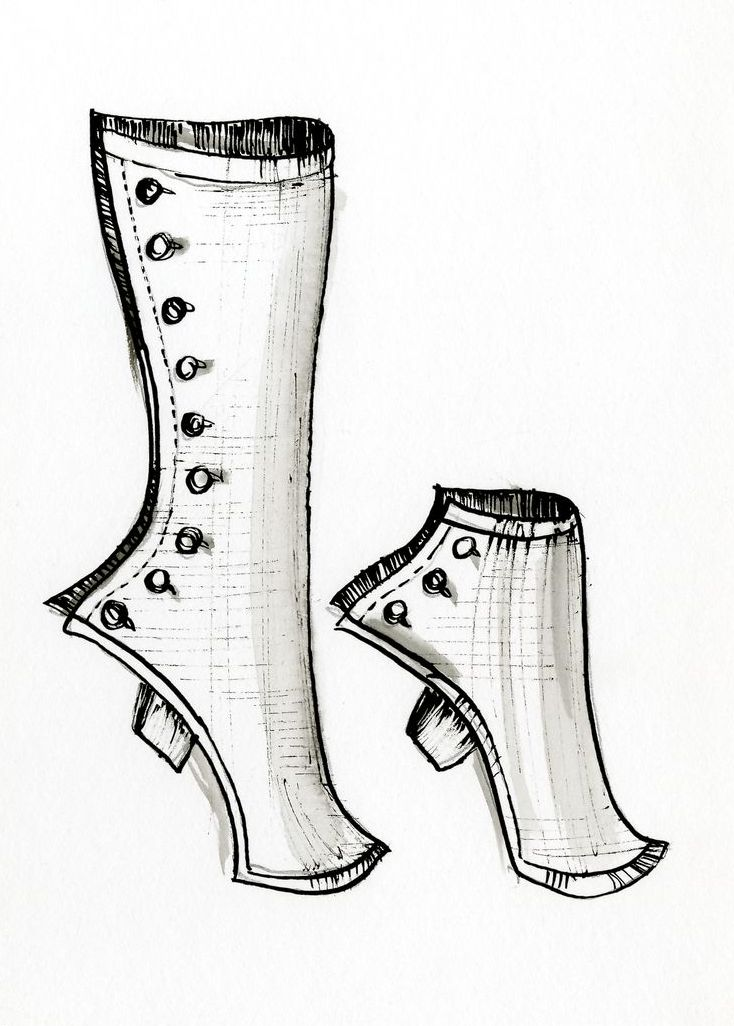

각반(脚絆, 영어: gaiters)은 신발과 바지 밑단을 감싸는 보호장구다. 원래 피혁으로 만들었지만 오늘날에는 대개 폴리에스테르 같은 합성수지로 만든다.
각반은 다리와 발이 만나는 발목 일대를 보호하고 신발에 이물질이 들어가는 것을 막기 위한 것으로, 등산이나 달리기 같은 운동 때는 물론이고 군용 장비로서도 사용된다.

## 같이 보기
- 챕스
- 레깅스
- 스패츠